# Monte Cinto
Monte Cinto (korsicky Monte Cintu) je nejvyšší hora ostrova Korsika, ve Francii. Nalézá se v departementu Haute-Corse mezi údolím Asco na severu a údolím Golo na jihu. Na jižní straně hory se nachází horské pleso Lac Cinto. Panorama z vrcholu hory dává výhled, při ideálních povětrnostních podmínkách, na oblast od Říma po Marseille. Dokonce je možné odtud zahlédnout i 405 km vzdálený vrchol Dufourspitze ve Švýcarsku.

## Prvovýstup
První zaznamenaný výstup na Monte Cinto byl veden Edouardem Rochatem 6. června 1882. Rochat dosáhl vrcholu jižní cestou. 26. května 1883 vystoupil na vrchol anglický horolezec Francis Fox Tuckett se skupinou (F. Devouassoud, Compton). Sedlo, přes které vedl jejich výstup, dnes nese Tuckettovo jméno.

Monte Cinto 3D

## Přístup
Na vrchol vedou dvě nejznámější turistické cesty. Jedna začíná v Haut Asco, druhý, osmihodinový výstup má svůj počátek v obci Calacuccia.
Z Calacuccia vede 7,5 km dlouhá štěrková cesta, sjízdná terénními vozidly, až do výšky 1650 m, kde je velké parkoviště. Použitím automobilu se tedy dá výstup zkrátit na 3½ hod. Cesta je také využívána cyklisty na horských kolech. Další cesta vede přes hřeben k chatě Ercu (1667 m) a odsud do jihovýchodní ostrou hranou, lehčím lezením po kvalitní skále k vrcholu.

## Podnebí
Vrchol je od listopadu do května většinou pokrytý sněhem, avšak celoroční ledovcová či firnová pole se zde nedrží. Od prosince do dubna jsou v oblasti kolem hory dobré podmínky pro provozování zimních sportů. Dokonce někdy i v červenci jsou na vrcholu patrné zbytky sněhu. Zpravidla až v září je hora zcela bez sněhové pokrývky.